# Seznam irskih tenisačev
Seznam irskih tenisačev.

## B
- Sam Barry
- John Pius Boland
- Amy Bowtell

## C
- James Cluskey

## D
- Georgia Drummy
- Ruth Durlacher

## F
- Tristan Farron-Mahon

## G
- Daniel Glancy
- Manliffe Goodbody

## H
- Willoughby Hamilton

## K
- Barry King

## L
- Kelly Liggan
- George Lyttleton-Rogers

## M
- Harold Mahony
- James McGee
- John Morrissey

## N
- Conor Niland

## O
- Colin O'Brien
- Lesley O'Halloran
- Osgar O'Hoisin

## P
- James Cecil Parke
- Joshua Pim

## R
- Lena Rice
- Caitríona Ruane

## S
- Louk Sorensen